# Пхромкуман
Пхромкуман (тай. พรหมกุมาร; 1012–1089) — 1-й магараджа Сінгханаваті у 1029—1089 роках. Також відомий як Пхром Великий. Більшість відомостей про нього сповнено міфами та казками, тому справжні факти дослідникам важко відрізнити. Період його панування залишається дискусійним — висуваються теорії володарювання у 1089—1120/1140-х роках. Також низка тайських дослідників ставить під сумнів його існування як такого, вважаючи, що в розповідях про нього відбилися міфи про народного героя Тхао Хунга (інакше відомого як Кхун Джуен).

## Життєпис
Син кхуна (князя) Пхангкарата та Деві. Народився близько 1012 року. Замолоду виявив військовий хист. У віці 16 років очолив повстання проти Кхмерської імперії, завдавши поразки ворожому війську на чолі з Прая Кхомом. Можливо під час війни батько помер або після неї вирішив зректися трону на користь Тхуккітакумана.
Потім очолив похід проти кхмерів до території Кампхаенг Пхет, а також заснував нове місто Умонгасела, яке було форпостом для запобігання ворожому вторгненню, пізніше він перейменував його на Віанг Чай Пракан, вище за течією річки Кок.
Втім ймовірно через один рік посів трон, обставини цього невідомі. Під час свого правління він побудував багато храмів у басейни Кок, зокрема Ват Мае Нгон, Ват Пхра Тхат Соп Фанг тощо. За легендою привіз деякі реліквії, які розмістив в чеді (ступі) у Ват Пхра Тхат Чомкітті.
Панував протягом 60 років до 1089 року. Першим прийняв титул магараджа, замінивши старовинний титул кхун. Йому спадкував син Боромма Чаясірі.